# Pactactes trimaculatus
Pactactes trimaculatus är en spindelart som beskrevs av Simon 1895. Pactactes trimaculatus ingår i släktet Pactactes och familjen krabbspindlar. Inga underarter finns listade i Catalogue of Life.